# Ай-Валенти
Ай-Валенти — гора в Крыму. Расположена на грани Ай-Петринской яйлы (Главная гряда Крымских гор), в трёх километрах к западу от города Ялты, на территории Ялтинского горно-лесного природного заповедника.

## Описание
Высота горы 1284 метра над уровнем моря. С севера склоны горы — пологие, покрыты редкими соснами, восточные скалистые и обрывистые. Под этой горой на восточном амфитеатре берёт своё начало река Водопадная (Учан-Су).
Выход к вершине от Ялты проходит по историческим тропам - ныне пешеходным, в средние века - вьючным дорогам. С северо-востока от Ставрикайской тропы через перевал Ставри-Богаз. С юга от Таракташской тропы через перевал Таракташ-Богаз. Наиболее простая дорога от села Охотничье по тропе вдоль обрывов Ялтинского амфитеатра. Для нахождения на вершине и в окрестностях необходим пропуск, оформляемый на сайте Ялтинского горно-лесного природного заповедника.
К северу и югу от вершины в 1910-х годах в ходе экспериментов по снегозадержанию для водоснабжения Ялты была построена каменная стена Конради.

## Этимология
С греческого Ай-Валенти переводится как «Святой Валентин».